# Francisco Fernández Barja
Francisco Fernández Barja (Santiago, 1 de enero de 1932 - Ib., 2 de febrero de 2010) fue un futbolista chileno que se desempeñaba como portero.

## Trayectoria
Fernández inició su carrera futbolística en las inferiores de Unión Española, y debutó en Primera en Iberia.
Se tituló campeón del torneo de Segunda División de 1957 con Deportes La Serena.
Formó parte del plantel de Antofagasta Portuario entre los años 1970 y 1971.
Falleció el 2 de febrero de 2010 en el Hospital del Salvador, producto de una enfermedad cardíaca.

## Selección nacional
Fernández disputó 2 partidos con la selección de fútbol de Chile, de los cuales uno fue oficial y uno amistoso. Fue nominado por el entrenador Fernando Riera para integrar la nómina del Campeonato Sudamericano 1959 jugado en Argentina, donde finalmente fue reserva de Raúl Coloma.
Disputó su último partido el 17 de septiembre de 1959 ante Brasil, en el marco de la Copa Bernardo O'Higgins, partido en el cual su valla fue batida en siete goles.

### Participaciones en Copa América
| Torneo                       | Sede      | Resultado     |
| ---------------------------- | --------- | ------------- |
| Campeonato Sudamericano 1959 | Argentina | Quinto puesto |

### Partidos internacionales
| Partidos internacionales | Partidos internacionales | Partidos internacionales                    | Partidos internacionales | Partidos internacionales | Partidos internacionales | Partidos internacionales | Partidos internacionales | Partidos internacionales | Partidos internacionales     |
| N.º                      | Fecha                    | Estadio                                     | Local                    | Resultado                | Visitante                | Goles                    | Asistencias              | DT                       | Competición                  |
| ------------------------ | ------------------------ | ------------------------------------------- | ------------------------ | ------------------------ | ------------------------ | ------------------------ | ------------------------ | ------------------------ | ---------------------------- |
| 1                        | 17 de septiembre de 1959 | Estadio de Maracaná, Río de Janeiro, Brasil | Brasil                   | 7-0                      | Chile                    |                          |                          | Fernando Riera           | Copa Bernardo O'Higgins 1959 |
| Total                    |                          |                                             | Presencias               | 1                        | Goles                    | 0                        |                          |                          |                              |

| Selección chilena | Selección chilena | Selección chilena |
| Año               | Partidos          | Goles             |
| ----------------- | ----------------- | ----------------- |
| 1959              | 1                 | 0                 |
| Total             | 1                 | 0                 |

## Clubes
| Club                  | País  | Año       |
| --------------------- | ----- | --------- |
| Iberia                | Chile | 1950      |
| Unión Española        | Chile | 1951-1953 |
| Audax Italiano        | Chile | 1954-1955 |
| Magallanes            | Chile | 1956      |
| Deportes La Serena    | Chile | 1957-1958 |
| Audax Italiano        | Chile | 1959-1961 |
| Universidad Católica  | Chile | 1962-1964 |
| Green Cross de Temuco | Chile | 1965-1969 |
| Antofagasta Portuario | Chile | 1970-1971 |
| Deportes Aviación     | Chile | 1972      |